# Hernán Bolaños
Hernán Bolaños est un joueur de football international costaricien, né le 20 mars 1912 à Granada au Nicaragua et mort le 9 mai 1992 à San José (Costa Rica).

## Biographie
Hernán Bolaños rejoint LD Alajuelense en 1930 puis évolue dans le club chilien du Audax Italiano. Il remporte avec ce club le titre de champion du Chili en 1936 et en 1946 et termine meilleur buteur de la compétition en 1936 et 1937.
Après sa carrière de joueur, il devient dentiste et ambassadeur du Costa Rica au Chili.

## Palmarès
- Champion du Chili en 1936 et en 1946
- Meilleur buteur du championnat du Chili : 1936 (14 buts), 1937 (16 buts)
- Médaille d'argent aux Jeux d'Amérique centrale et des Caraïbes en 1930 et 1938 avec le Costa Rica